# Foredragsbetegnelser
Foredragsbetegnelser er musiske betegnelser der bruges i noder. Foredragsbetegnelser kan deles ind i undergrupperne: Dynamiske betegnelser, Tempobetegnelser, Karakter betegnelser og spillemåde betegnelser.

## Dynamiske betegnelser
Dynamiske betegnelser er betegnelser der omhandler dynamik, som er læren om musikkens volume. Der findes navne på hvilken styrke et afsnit i et musikstykke skal spilles med. Hvis et afsnit skal spilles svagt skal man skrive piano, hvis afsnittet derimod skal skrives forte. Ser yderlige betegnelse i tabellen. Et andet dynamisk udtryk man kan bruge hvis noget skal spilles kraftig og derefter pludselig svagt skrives fortepiano (fp). Hvis man skal beskrive en stigning eller et fald i styrkeniveauet kan man bruge udtrykkene crescendo og decrescendo. Crescendo betyder at musikken skal tiltage i styrke, mens decrescendo betyder at musikken skal blive svagere. Hvor hurtigt et crescendo eller et decrescendo skal foregå er ikke klart defineret. Når udtrykket er skrevet, er det heller ikke defineret, hvornår crescendoet eller decrescendoet er slut, dog kan man ved hjælp af crescendo- og decrescendotegn definere, hvor længe et crescendo eller et decrescendo skal vare.

## Tempobetegnelser
Uddybende artikel: Tempo.
Tempobetegnelser dækker over de foredragsbetegnelser, der fortæller noget om tempoet i et musikstykke. Der findes mange forskellige tempobetegnelser, som angiver en hastighed i forhold til hinanden. Igen er det op til den enkelte musiker, hvordan han definerer tempobetegnelserne. Et eksempel på en tempobetegnelse er Presto som betyder meget hurtigt. Der findes også tempobetegnelser der forklarer, om musikken gradvist skal gå hurtigere eller langsommere. Til dette bruges udtrykkene Accelerando og Ritardando, hvor Accelerando betyder gradvist hurtigere, mens Ritardando betyder gradvist langsommere.

## Karakter betegnelser
Karakter betegnelserne beskriver den karakter et musikstykke skal have. Der findes mange forskellige karakterbetegnelser og de kan tolkes forskelligt. Til forskel fra de andre foredragsbetegnelser er karakterbetegnelser ikke så defineret. Et eksempel på en karakterbetegnelse er Maestoso som betyder musikstykket skal have majestætisk karakter

## Spillemåde betegnelser
De nok mest kendte spillemåde betegnelser er Staccato og Legato. Staccato og legato er hinandens modsætninger. Ved staccatospil gøres tonerne korte, mens man ved legatospil laver tonerne sammenbundne.